# Interlands Noord-Iers voetbalelftal 2010-2019
Deze pagina toont een chronologisch en gedetailleerd overzicht van de interlands die het Noord-Iers voetbalelftal speelde in de periode 2010 – 2019.

## Interlands

### 2010
|                                                              |                 |       |               |                                                                                  |
| 3 maart Vriendschappelijk № 555 «onderlinge duels» 20:45 uur | Albanië         | 1 – 0 | Noord-Ierland | Qemal Stafastadion, Tirana Toeschouwers: 7.500 Scheidsrechter: Elmir Pilav (BIH) |
| 3 maart Vriendschappelijk № 555 «onderlinge duels» 20:45 uur | Ervin Skela 26' |       |               | Qemal Stafastadion, Tirana Toeschouwers: 7.500 Scheidsrechter: Elmir Pilav (BIH) |

|                                                             |               |                                       |         |                                                                                      |
| 26 mei Vriendschappelijk № 556 «onderlinge duels» 18:30 uur | Noord-Ierland | 0 – 2                                 | Turkije | Veterans Stadium, New Britain Toeschouwers: 4.000 Scheidsrechter: Terry Vaughn (USA) |
| 26 mei Vriendschappelijk № 556 «onderlinge duels» 18:30 uur |               | 48' Sercan Yıldırım 72' Semih Şentürk |         | Veterans Stadium, New Britain Toeschouwers: 4.000 Scheidsrechter: Terry Vaughn (USA) |

|                                                             |                     |       |               |                                                                                      |
| 30 mei Vriendschappelijk № 557 «onderlinge duels» 20:15 uur | Chili               | 1 – 0 | Noord-Ierland | Estadio Municipal, Chillán Toeschouwers: 12.000 Scheidsrechter: Líber Prudente (URU) |
| 30 mei Vriendschappelijk № 557 «onderlinge duels» 20:15 uur | Esteban Paredes 30' |       |               | Estadio Municipal, Chillán Toeschouwers: 12.000 Scheidsrechter: Líber Prudente (URU) |

|                                                                  |                                         |       |               |                                                                                         |
| 11 augustus Vriendschappelijk № 558 «onderlinge duels» 18:30 uur | Montenegro                              | 2 – 0 | Noord-Ierland | Pod Goricomstadion, Podgorica Toeschouwers: 5.000 Scheidsrechter: Boško Jovanetić (SRB) |
| 11 augustus Vriendschappelijk № 558 «onderlinge duels» 18:30 uur | Radomir Đalović 43' Radomir Đalović 59' |       |               | Pod Goricomstadion, Podgorica Toeschouwers: 5.000 Scheidsrechter: Boško Jovanetić (SRB) |

|                                                                        |          |                 |               |                                                                             |
| 3 september EK-kwalificatie Groep C № 559 «onderlinge duels» 20:45 uur | Slovenië | 0 – 1           | Noord-Ierland | Ljudski vrt, Maribor Toeschouwers: 12.000 Scheidsrechter: Pavel Balaj (ROM) |
| 3 september EK-kwalificatie Groep C № 559 «onderlinge duels» 20:45 uur |          | 70' Corry Evans |               | Ljudski vrt, Maribor Toeschouwers: 12.000 Scheidsrechter: Pavel Balaj (ROM) |

|                                                                      |               |       |        |                                                                               |
| 8 oktober EK-kwalificatie Groep C № 560 «onderlinge duels» 20:45 uur | Noord-Ierland | 0 – 0 | Italië | Windsor Park, Belfast Toeschouwers: 14.000 Scheidsrechter: Tony Chapron (FRA) |
| 8 oktober EK-kwalificatie Groep C № 560 «onderlinge duels» 20:45 uur |               |       |        | Windsor Park, Belfast Toeschouwers: 14.000 Scheidsrechter: Tony Chapron (FRA) |

|                                                                       |                     |       |                   |                                                                                |
| 12 oktober EK-kwalificatie Groep C № 561 «onderlinge duels» 18:00 uur | Faeröer             | 1 – 1 | Noord-Ierland     | Svangaskarð, Toftir Toeschouwers: 1.921 Scheidsrechter: Cyril Zimmermann (SUI) |
| 12 oktober EK-kwalificatie Groep C № 561 «onderlinge duels» 18:00 uur | Christian Holst 60' |       | 76' Kyle Lafferty | Svangaskarð, Toftir Toeschouwers: 1.921 Scheidsrechter: Cyril Zimmermann (SUI) |

|                                                                  |                           |       |                      |                                                                                   |
| 17 november Vriendschappelijk № 562 «onderlinge duels» 20:45 uur | Noord-Ierland             | 1 – 1 | Marokko              | Windsor Park, Belfast Toeschouwers: 15.000 Scheidsrechter: Tom Harald Hagen (NOR) |
| 17 november Vriendschappelijk № 562 «onderlinge duels» 20:45 uur | Rory Patterson 86' (pen.) |       | 55' Marouane Chamakh | Windsor Park, Belfast Toeschouwers: 15.000 Scheidsrechter: Tom Harald Hagen (NOR) |

### 2011
|                                                                 |               |                                                      |           |                                                                                |
| 9 februari Vriendschappelijk № 563 «onderlinge duels» 20:45 uur | Noord-Ierland | 0 – 3                                                | Schotland | Avivastadion, Dublin Toeschouwers: 18.742 Scheidsrechter: Tomas Connolly (IRL) |
| 9 februari Vriendschappelijk № 563 «onderlinge duels» 20:45 uur |               | 19' Kenny Miller 32' James McArthur 51' Kris Commons |           | Avivastadion, Dublin Toeschouwers: 18.742 Scheidsrechter: Tomas Connolly (IRL) |

|                                                                     |                                    |       |                    |                                                                                   |
| 25 maart EK-kwalificatie Groep C № 564 «onderlinge duels» 18:30 uur | Servië                             | 2 – 1 | Noord-Ierland      | Rode Sterstadion, Belgrado Toeschouwers: 350 Scheidsrechter: Serge Gumienny (BEL) |
| 25 maart EK-kwalificatie Groep C № 564 «onderlinge duels» 18:30 uur | Marko Pantelić 65' Zoran Tošić 74' |       | 40' Gareth McAuley | Rode Sterstadion, Belgrado Toeschouwers: 350 Scheidsrechter: Serge Gumienny (BEL) |

|                                                                     |               |       |          |                                                                                |
| 29 maart EK-kwalificatie Groep C № 565 «onderlinge duels» 20:45 uur | Noord-Ierland | 0 – 0 | Slovenië | Windsor Park, Belfast Toeschouwers: 14.200 Scheidsrechter: Björn Kuipers (NED) |
| 29 maart EK-kwalificatie Groep C № 565 «onderlinge duels» 20:45 uur |               |       |          | Windsor Park, Belfast Toeschouwers: 14.200 Scheidsrechter: Björn Kuipers (NED) |

|                                                             |                                                                                                   |       |               |                                                                               |
| 24 mei Vriendschappelijk № 566 «onderlinge duels» 20:45 uur | Ierland                                                                                           | 5 – 0 | Noord-Ierland | Avivastadion, Dublin Toeschouwers: 12.083 Scheidsrechter: Craig Thomson (SCO) |
| 24 mei Vriendschappelijk № 566 «onderlinge duels» 20:45 uur | Stephen Ward 24' Robbie Keane 37' Craig Cathcart 45' (e.d.) Robbie Keane 54' (pen.) Simon Cox 80' |       |               | Avivastadion, Dublin Toeschouwers: 12.083 Scheidsrechter: Craig Thomson (SCO) |

|                                                             |                                      |       |               |                                                                         |
| 27 mei Vriendschappelijk № 567 «onderlinge duels» 20:45 uur | Wales                                | 2 – 0 | Noord-Ierland | Avivastadion, Dublin Toeschouwers: 529 Scheidsrechter: Alan Kelly (IRL) |
| 27 mei Vriendschappelijk № 567 «onderlinge duels» 20:45 uur | Aaron Ramsey 36' Robert Earnshaw 71' |       |               | Avivastadion, Dublin Toeschouwers: 529 Scheidsrechter: Alan Kelly (IRL) |

|                                                                        |                                                                  |       |         |                                                                                 |
| 10 augustus EK-kwalificatie Groep C № 568 «onderlinge duels» 20:45 uur | Noord-Ierland                                                    | 4 – 0 | Faeröer | Windsor Park, Belfast Toeschouwers: 15.000 Scheidsrechter: Emir Alečković (BIH) |
| 10 augustus EK-kwalificatie Groep C № 568 «onderlinge duels» 20:45 uur | Aaron Hughes 5' Steven Davis 66' Pat McCourt 71' Pat McCourt 88' |       |         | Windsor Park, Belfast Toeschouwers: 15.000 Scheidsrechter: Emir Alečković (BIH) |

|                                                                        |               |                    |        |                                                                                   |
| 2 september EK-kwalificatie Groep C № 569 «onderlinge duels» 20:45 uur | Noord-Ierland | 0 – 1              | Servië | Windsor Park, Belfast Toeschouwers: 13.026 Scheidsrechter: Thomas Einwaller (AUT) |
| 2 september EK-kwalificatie Groep C № 569 «onderlinge duels» 20:45 uur |               | 67' Marko Pantelić |        | Windsor Park, Belfast Toeschouwers: 13.026 Scheidsrechter: Thomas Einwaller (AUT) |

|                                                                        |                                                                  |       |                         |                                                                                      |
| 6 september EK-kwalificatie Groep C № 570 «onderlinge duels» 18:30 uur | Estland                                                          | 4 – 1 | Noord-Ierland           | A. Le Coq Arena, Tallinn Toeschouwers: 8.660 Scheidsrechter: Daniel Stålhammar (SWE) |
| 6 september EK-kwalificatie Groep C № 570 «onderlinge duels» 18:30 uur | Martin Vunk 28' Tarmo Kink 32' Sergei Zenjov 59' Kaimar Saag 90' |       | 40' (e.d.) Raio Piiroja | A. Le Coq Arena, Tallinn Toeschouwers: 8.660 Scheidsrechter: Daniel Stålhammar (SWE) |

|                                                                      |                  |       |                                                          |                                                                               |
| 7 oktober EK-kwalificatie Groep C № 571 «onderlinge duels» 20:45 uur | Noord-Ierland    | 1 – 2 | Estland                                                  | Windsor Park, Belfast Toeschouwers: 12.768 Scheidsrechter: Manuel Gräfe (GER) |
| 7 oktober EK-kwalificatie Groep C № 571 «onderlinge duels» 20:45 uur | Steven Davis 22' |       | 77' (pen.) Konstantin Vassiljev 84' Konstantin Vassiljev | Windsor Park, Belfast Toeschouwers: 12.768 Scheidsrechter: Manuel Gräfe (GER) |

|                                                                       |                                                                   |       |               |                                                                                    |
| 11 oktober EK-kwalificatie Groep C № 572 «onderlinge duels» 20:45 uur | Italië                                                            | 3 – 0 | Noord-Ierland | Stadio Adriatico, Pescara Toeschouwers: 19.480 Scheidsrechter: Antonio Mateu (ESP) |
| 11 oktober EK-kwalificatie Groep C № 572 «onderlinge duels» 20:45 uur | Antonio Cassano 21' Antonio Cassano 53' Gareth McAuley 74' (e.d.) |       |               | Stadio Adriatico, Pescara Toeschouwers: 19.480 Scheidsrechter: Antonio Mateu (ESP) |

### 2012
|                                                                  |               |                                                           |           |                                                                            |
| 29 februari Vriendschappelijk № 573 «onderlinge duels» 20:45 uur | Noord-Ierland | 0 – 3                                                     | Noorwegen | Windsor Park, Belfast Toeschouwers: 10.500 Scheidsrechter: Huw Jones (WAL) |
| 29 februari Vriendschappelijk № 573 «onderlinge duels» 20:45 uur |               | 44' Håvard Nordtveit 88' Tarik Elyounoussi 90' Espen Ruud |           | Windsor Park, Belfast Toeschouwers: 10.500 Scheidsrechter: Huw Jones (WAL) |

|                                                             | |       |               |                                                                                            |
| 2 juni Vriendschappelijk № 574 «onderlinge duels» 20:00 uur | Nederland | 6 – 0 | Noord-Ierland | Amsterdam ArenA, Amsterdam Toeschouwers: 50.000 Scheidsrechter: Robert Schörgenhofer (AUT) |
| 2 juni Vriendschappelijk № 574 «onderlinge duels» 20:00 uur | Robin van Persie 11' Wesley Sneijder 15' Robin van Persie 29' (pen.) Ibrahim Afellay 37' Ibrahim Afellay 51' Ron Vlaar 78' |       |               | Amsterdam ArenA, Amsterdam Toeschouwers: 50.000 Scheidsrechter: Robert Schörgenhofer (AUT) |

|                                                                  |                                                                  |       |                                                    |                                                                                  |
| 15 augustus Vriendschappelijk № 575 «onderlinge duels» 20:45 uur | Noord-Ierland                                                    | 3 – 3 | Finland                                            | Windsor Park, Belfast Toeschouwers: 9.575 Scheidsrechter: Richard Liesveld (NED) |
| 15 augustus Vriendschappelijk № 575 «onderlinge duels» 20:45 uur | Shane Ferguson 7' Daniel Lafferty 19' Martin Paterson 83' (pen.) |       | 22' Tim Sparv 24' Teemu Pukki 78' Përparim Hetemaj | Windsor Park, Belfast Toeschouwers: 9.575 Scheidsrechter: Richard Liesveld (NED) |

|                                                                        |                                                |       |               |                                                                                   |
| 7 september WK-kwalificatie Groep F № 576 «onderlinge duels» 17:00 uur | Rusland                                        | 2 – 0 | Noord-Ierland | Lokomotivstadion, Moskou Toeschouwers: 12.000 Scheidsrechter: Antonio Mateu (ESP) |
| 7 september WK-kwalificatie Groep F № 576 «onderlinge duels» 17:00 uur | Viktor Fajzoelin 30' Roman Sjirokov 78' (pen.) |       |               | Lokomotivstadion, Moskou Toeschouwers: 12.000 Scheidsrechter: Antonio Mateu (ESP) |

|                                                                         |                 |       |                          |                                                                                 |
| 11 september WK-kwalificatie Groep F № 577 «onderlinge duels» 20:45 uur | Noord-Ierland   | 1 – 1 | Luxemburg                | Windsor Park, Belfast Toeschouwers: 11.430 Scheidsrechter: Vlado Glođović (SRB) |
| 11 september WK-kwalificatie Groep F № 577 «onderlinge duels» 20:45 uur | Dean Shiels 14' |       | 87' Daniel Alves da Mota | Windsor Park, Belfast Toeschouwers: 11.430 Scheidsrechter: Vlado Glođović (SRB) |

|                                                                       |                    |       |                  |                                                                                       |
| 16 oktober WK-kwalificatie Groep F № 578 «onderlinge duels» 20:45 uur | Portugal           | 1 – 1 | Noord-Ierland    | Estádio do Dragão, Porto Toeschouwers: 48.711 Scheidsrechter: Thorsten Kinhöfer (GER) |
| 16 oktober WK-kwalificatie Groep F № 578 «onderlinge duels» 20:45 uur | Hélder Postiga 79' |       | 30' Niall McGinn | Estádio do Dragão, Porto Toeschouwers: 48.711 Scheidsrechter: Thorsten Kinhöfer (GER) |

|                                                                        |                   |       |                |                                                                                  |
| 14 november WK-kwalificatie Groep F № 579 «onderlinge duels» 20:45 uur | Noord-Ierland     | 1 – 1 | Azerbeidzjan   | Windsor Park, Belfast Toeschouwers: 12.327 Scheidsrechter: Viktor Sjvetsov (UKR) |
| 14 november WK-kwalificatie Groep F № 579 «onderlinge duels» 20:45 uur | David Healy 90+6' |       | 5' Rauf Əliyev | Windsor Park, Belfast Toeschouwers: 12.327 Scheidsrechter: Viktor Sjvetsov (UKR) |

### 2013
|                                                                 |       |       |               |                                                                                      |
| 6 februari Vriendschappelijk № 580 «onderlinge duels» 18:30 uur | Malta | 0 – 0 | Noord-Ierland | Ta' Qalistadion, Ta' Qali Toeschouwers: 1.000 Scheidsrechter: Nikolaj Jordanov (BUL) |
| 6 februari Vriendschappelijk № 580 «onderlinge duels» 18:30 uur |       |       |               | Ta' Qalistadion, Ta' Qali Toeschouwers: 1.000 Scheidsrechter: Nikolaj Jordanov (BUL) |

|                                                     |               |          |         |  |
| 22 maart WK-kwalificatie Groep F «onderlinge duels» | Noord-Ierland | Afgelast | Rusland |  |
| 22 maart WK-kwalificatie Groep F «onderlinge duels» |               |          |         |  |

|                                                                     |               |                                      |        |                                                                               |
| 26 maart WK-kwalificatie Groep F № 581 «onderlinge duels» 20:45 uur | Noord-Ierland | 0 – 2                                | Israël | Windsor Park, Belfast Toeschouwers: 7.300 Scheidsrechter: Hannes Kaasik (EST) |
| 26 maart WK-kwalificatie Groep F № 581 «onderlinge duels» 20:45 uur |               | 78' Lior Refaelov 85' Eden Ben Basat |        | Windsor Park, Belfast Toeschouwers: 7.300 Scheidsrechter: Hannes Kaasik (EST) |

|                                                                        |                     |       |         |                                                                                   |
| 14 augustus WK-kwalificatie Groep F № 582 «onderlinge duels» 20:45 uur | Noord-Ierland       | 1 – 0 | Rusland | Windsor Park, Belfast Toeschouwers: 11.805 Scheidsrechter: Tom Harald Hagen (NOR) |
| 14 augustus WK-kwalificatie Groep F № 582 «onderlinge duels» 20:45 uur | Martin Paterson 43' |       |         | Windsor Park, Belfast Toeschouwers: 11.805 Scheidsrechter: Tom Harald Hagen (NOR) |

|                                                                        |                                   |       |                                                                                   |                                                                                 |
| 6 september WK-kwalificatie Groep F № 583 «onderlinge duels» 20:45 uur | Noord-Ierland                     | 2 – 4 | Portugal                                                                          | Windsor Park, Belfast Toeschouwers: 12.001 Scheidsrechter: Danny Makkelie (NED) |
| 6 september WK-kwalificatie Groep F № 583 «onderlinge duels» 20:45 uur | Gareth McAuley 36' Jamie Ward 52' |       | 21' Bruno Alves 68' Cristiano Ronaldo 77' Cristiano Ronaldo 83' Cristiano Ronaldo | Windsor Park, Belfast Toeschouwers: 12.001 Scheidsrechter: Danny Makkelie (NED) |

|                                                                         |                                                              |       |                                        |                                                                                      |
| 10 september WK-kwalificatie Groep F № 584 «onderlinge duels» 20:15 uur | Luxemburg                                                    | 3 – 2 | Noord-Ierland                          | Stade Josy Barthel, Luxemburg Toeschouwers: 1.114 Scheidsrechter: Robert Małek (POL) |
| 10 september WK-kwalificatie Groep F № 584 «onderlinge duels» 20:15 uur | Aurélien Joachim 45+2' Stefano Bensi 78' Mathias Jänisch 87' |       | 14' Martin Paterson 82' Gareth McAuley | Stade Josy Barthel, Luxemburg Toeschouwers: 1.114 Scheidsrechter: Robert Małek (POL) |

|                                                                       |                                       |       |               |                                                                                 |
| 11 oktober WK-kwalificatie Groep F № 585 «onderlinge duels» 18:00 uur | Azerbeidzjan                          | 2 – 0 | Noord-Ierland | Bakcell Arena, Bakoe Toeschouwers: 10.100 Scheidsrechter: Andrea De Marco (ITA) |
| 11 oktober WK-kwalificatie Groep F № 585 «onderlinge duels» 18:00 uur | Rüfət Dadaşov 58' Mahir Şükürov 90+5' |       |               | Bakcell Arena, Bakoe Toeschouwers: 10.100 Scheidsrechter: Andrea De Marco (ITA) |

|                                                                       |                    |       |                  |                                                                                        |
| 15 oktober WK-kwalificatie Groep F № 586 «onderlinge duels» 20:00 uur | Israël             | 1 – 1 | Noord-Ierland    | Ramat Ganstadion, Ramat Gan Toeschouwers: 13.115 Scheidsrechter: Laurent Duhamel (FRA) |
| 15 oktober WK-kwalificatie Groep F № 586 «onderlinge duels» 20:00 uur | Eden Ben Basat 43' |       | 72' Steven Davis | Ramat Ganstadion, Ramat Gan Toeschouwers: 13.115 Scheidsrechter: Laurent Duhamel (FRA) |

|                                                                  |                     |       |               |                                                                             |
| 15 november Vriendschappelijk № 587 «onderlinge duels» 20:00 uur | Turkije             | 1 – 0 | Noord-Ierland | 5 Ocakstadion, Adana Toeschouwers: 14.000 Scheidsrechter: Bas Nijhuis (NED) |
| 15 november Vriendschappelijk № 587 «onderlinge duels» 20:00 uur | Mevlüt Erdinç 45+1' |       |               | 5 Ocakstadion, Adana Toeschouwers: 14.000 Scheidsrechter: Bas Nijhuis (NED) |

### 2014
|                                                              |        |       |               |                                                                            |
| 5 maart Vriendschappelijk № 588 «onderlinge duels» 18:30 uur | Cyprus | 0 – 0 | Noord-Ierland | GSP-stadion, Nicosia Toeschouwers: 3.000 Scheidsrechter: Liran Liany (ISR) |
| 5 maart Vriendschappelijk № 588 «onderlinge duels» 18:30 uur |        |       |               | GSP-stadion, Nicosia Toeschouwers: 3.000 Scheidsrechter: Liran Liany (ISR) |

|                                                             |                      |       |               |                                                                                          |
| 30 mei Vriendschappelijk № 589 «onderlinge duels» 20:30 uur | Uruguay              | 1 – 0 | Noord-Ierland | Estadio Centenario, Montevideo Toeschouwers: 35.000 Scheidsrechter: Leandro Vuaden (BRA) |
| 30 mei Vriendschappelijk № 589 «onderlinge duels» 20:30 uur | Christian Stuani 61' |       |               | Estadio Centenario, Montevideo Toeschouwers: 35.000 Scheidsrechter: Leandro Vuaden (BRA) |

|                                                   |                                         |       |               |                                                                                  |
| 3 juni Vriendschappelijk № 590 «onderlinge duels» | Chili                                   | 2 – 0 | Noord-Ierland | Estadio Elías Figueroa Brander, Valparaíso Scheidsrechter: Carlos Amarilla (PAR) |
| 3 juni Vriendschappelijk № 590 «onderlinge duels» | Eduardo Vargas 79' Mauricio Pinilla 82' |       |               | Estadio Elías Figueroa Brander, Valparaíso Scheidsrechter: Carlos Amarilla (PAR) |

|                                                                        |                   |       |                                    |                                                                                    |
| 7 september EK-kwalificatie Groep F № 591 «onderlinge duels» 20:45 uur | Hongarije         | 1 – 2 | Noord-Ierland                      | Groupama Arena, Boedapest Toeschouwers: 20.672 Scheidsrechter: Deniz Aytekin (GER) |
| 7 september EK-kwalificatie Groep F № 591 «onderlinge duels» 20:45 uur | Tamás Priskin 75' |       | 81' Niall McGinn 88' Kyle Lafferty | Groupama Arena, Boedapest Toeschouwers: 20.672 Scheidsrechter: Deniz Aytekin (GER) |

|                                                                       |                                     |       |         |                                                                             |
| 11 oktober EK-kwalificatie Groep F № 592 «onderlinge duels» 20:45 uur | Noord-Ierland                       | 2 – 0 | Faeröer | Windsor Park, Belfast Toeschouwers: 10.500 Scheidsrechter: Alon Yefet (ISR) |
| 11 oktober EK-kwalificatie Groep F № 592 «onderlinge duels» 20:45 uur | Gareth McAuley 6' Kyle Lafferty 20' |       |         | Windsor Park, Belfast Toeschouwers: 10.500 Scheidsrechter: Alon Yefet (ISR) |

|                                                                       |             |                                 |               |                                                                                                 |
| 14 oktober EK-kwalificatie Groep F № 593 «onderlinge duels» 20:45 uur | Griekenland | 0 – 2                           | Noord-Ierland | Georgios Karaiskákisstadion, Piraeus Toeschouwers: 12.000 Scheidsrechter: Stéphane Lannoy (FRA) |
| 14 oktober EK-kwalificatie Groep F № 593 «onderlinge duels» 20:45 uur |             | 9' Jamie Ward 51' Kyle Lafferty |               | Georgios Karaiskákisstadion, Piraeus Toeschouwers: 12.000 Scheidsrechter: Stéphane Lannoy (FRA) |

|                                                              |                             |       |               |                                                                                      |
| 14 november EK-kwalificatie Groep F № 594 «onderlinge duels» | Roemenië                    | 2 – 0 | Noord-Ierland | Arena Națională, Boekarest Toeschouwers: 28.892 Scheidsrechter: Jonas Eriksson (SWE) |
| 14 november EK-kwalificatie Groep F № 594 «onderlinge duels» | Paul Papp 74' Paul Papp 79' |       |               | Arena Națională, Boekarest Toeschouwers: 28.892 Scheidsrechter: Jonas Eriksson (SWE) |

### 2015
|                                                               |                      |       |               |                                                                                  |
| 25 maart Vriendschappelijk № 595 «onderlinge duels» 20:45 uur | Schotland            | 1 – 0 | Noord-Ierland | Hampden Park, Glasgow Toeschouwers: 30.000 Scheidsrechter: Martin Atkinson (ENG) |
| 25 maart Vriendschappelijk № 595 «onderlinge duels» 20:45 uur | Christophe Berra 85' |       |               | Hampden Park, Glasgow Toeschouwers: 30.000 Scheidsrechter: Martin Atkinson (ENG) |

|                                                           |                                     |       |                   |                                                                                   |
| 29 maart EK-kwalificatie Groep F № 596 «onderlinge duels» | Noord-Ierland                       | 2 – 1 | Finland           | Windsor Park, Belfast Toeschouwers: 10.264 Scheidsrechter: Szymon Marciniak (POL) |
| 29 maart EK-kwalificatie Groep F № 596 «onderlinge duels» | Kyle Lafferty 33' Kyle Lafferty 38' |       | 90+1' Berat Sadik | Windsor Park, Belfast Toeschouwers: 10.264 Scheidsrechter: Szymon Marciniak (POL) |

|                                                   |                   |       |                   |                                                                                   |
| 31 mei Vriendschappelijk № 597 «onderlinge duels» | Noord-Ierland     | 1 – 1 | Qatar             | Alexandra Stadium, Crewe Toeschouwers: 3.022 Scheidsrechter: Michael Oliver (ENG) |
| 31 mei Vriendschappelijk № 597 «onderlinge duels» | Stuart Dallas 46' |       | 70' Karim Boudiaf | Alexandra Stadium, Crewe Toeschouwers: 3.022 Scheidsrechter: Michael Oliver (ENG) |

|                                                                    |               |       |          |                                                                                 |
| 13 juni EK-kwalificatie Groep F № 598 «onderlinge duels» 20:45 uur | Noord-Ierland | 0 – 0 | Roemenië | Windsor Park, Belfast Toeschouwers: 10.000 Scheidsrechter: Carlos Velasco (ESP) |
| 13 juni EK-kwalificatie Groep F № 598 «onderlinge duels» 20:45 uur |               |       |          | Windsor Park, Belfast Toeschouwers: 10.000 Scheidsrechter: Carlos Velasco (ESP) |

|                                                                        |                           |       |                                                         |                                                                             |
| 4 september EK-kwalificatie Groep F № 599 «onderlinge duels» 20:45 uur | Faeröer                   | 1 – 3 | Noord-Ierland                                           | Tórsvøllur, Tórshavn Toeschouwers: 4.513 Scheidsrechter: Felix Zwayer (GER) |
| 4 september EK-kwalificatie Groep F № 599 «onderlinge duels» 20:45 uur | Jóan Símun Edmundsson 36' |       | 12' Gareth McAuley 71' Gareth McAuley 75' Kyle Lafferty | Tórsvøllur, Tórshavn Toeschouwers: 4.513 Scheidsrechter: Felix Zwayer (GER) |

|                                                                        |                     |       |                     |                                                                               |
| 7 september EK-kwalificatie Groep F № 600 «onderlinge duels» 20:45 uur | Noord-Ierland       | 1 – 1 | Hongarije           | Windsor Park, Belfast Toeschouwers: 10.200 Scheidsrechter: Cüneyt Çakır (TUR) |
| 7 september EK-kwalificatie Groep F № 600 «onderlinge duels» 20:45 uur | Kyle Lafferty 90+3' |       | 74' Richárd Guzmics | Windsor Park, Belfast Toeschouwers: 10.200 Scheidsrechter: Cüneyt Çakır (TUR) |

|                                                                      |                                                     |       |                       |                                                                              |
| 8 oktober EK-kwalificatie Groep F № 601 «onderlinge duels» 20:45 uur | Noord-Ierland                                       | 3 – 1 | Griekenland           | Windsor Park, Belfast Toeschouwers: 11.700 Scheidsrechter: Bas Nijhuis (NED) |
| 8 oktober EK-kwalificatie Groep F № 601 «onderlinge duels» 20:45 uur | Steven Davis 36' Josh Magennis 49' Steven Davis 59' |       | 88' Christos Aravidis | Windsor Park, Belfast Toeschouwers: 11.700 Scheidsrechter: Bas Nijhuis (NED) |

|                                                                       |                     |       |                    |                                                                                     |
| 11 oktober EK-kwalificatie Groep F № 602 «onderlinge duels» 18:00 uur | Finland             | 1 – 1 | Noord-Ierland      | Olympiastadion, Helsinki Toeschouwers: 14.550 Scheidsrechter: Sergej Karasjov (RUS) |
| 11 oktober EK-kwalificatie Groep F № 602 «onderlinge duels» 18:00 uur | Paulus Arajuuri 87' |       | 31' Craig Cathcart | Olympiastadion, Helsinki Toeschouwers: 14.550 Scheidsrechter: Sergej Karasjov (RUS) |

|                                                        |                  |       |         |                                                                                     |
| 13 november Vriendschappelijk № 603 «onderlinge duels» | Noord-Ierland    | 1 – 0 | Letland | Windsor Park, Belfast Toeschouwers: 11.707 Scheidsrechter: Mohammed Al-Hoaish (KSA) |
| 13 november Vriendschappelijk № 603 «onderlinge duels» | Steven Davis 55' |       |         | Windsor Park, Belfast Toeschouwers: 11.707 Scheidsrechter: Mohammed Al-Hoaish (KSA) |

### 2016
|                                                     |                  |       |                    |                                                                                        |
| 24 maart Vriendschappelijk № 604 «onderlinge duels» | Wales            | 1 – 1 | Noord-Ierland      | Cardiff City Stadium, Cardiff Toeschouwers: 21.855 Scheidsrechter: Steven McLean (SCO) |
| 24 maart Vriendschappelijk № 604 «onderlinge duels» | Simon Church 89' |       | 60' Craig Cathcart | Cardiff City Stadium, Cardiff Toeschouwers: 21.855 Scheidsrechter: Steven McLean (SCO) |

|                                                     |                      |       |          |                                                                                |
| 28 maart Vriendschappelijk № 605 «onderlinge duels» | Noord-Ierland        | 1 – 0 | Slovenië | Windsor Park, Belfast Toeschouwers: 13.500 Scheidsrechter: Kristo Tohver (EST) |
| 28 maart Vriendschappelijk № 605 «onderlinge duels» | Conor Washington 41' |       |          | Windsor Park, Belfast Toeschouwers: 13.500 Scheidsrechter: Kristo Tohver (EST) |

|                                                   |                                                      |       |             |                                                                                  |
| 27 mei Vriendschappelijk № 606 «onderlinge duels» | Noord-Ierland                                        | 3 – 0 | Wit-Rusland | Windsor Park, Belfast Toeschouwers: 14.229 Scheidsrechter: Martin Atkinson (ENG) |
| 27 mei Vriendschappelijk № 606 «onderlinge duels» | Kyle Lafferty 6' Conor Washington 44' Will Grigg 88' |       |             | Windsor Park, Belfast Toeschouwers: 14.229 Scheidsrechter: Martin Atkinson (ENG) |

|                                                             |           |       |               |                                                                                              |
| 4 juni Vriendschappelijk № 607 «onderlinge duels» 20:45 uur | Slowakije | 0 – 0 | Noord-Ierland | Štadión Antona Malatinského, Trnava Toeschouwers: 18.111 Scheidsrechter: Radu Petrescu (ROM) |
| 4 juni Vriendschappelijk № 607 «onderlinge duels» 20:45 uur |           |       |               | Štadión Antona Malatinského, Trnava Toeschouwers: 18.111 Scheidsrechter: Radu Petrescu (ROM) |

| EK 2016 |
| ------- |

|                                                            |                     |       |               |                                                                                 |
| 12 juni EK 2016 Groep C № 608 «onderlinge duels» 18:00 uur | Polen               | 1 – 0 | Noord-Ierland | Allianz Riviera, Nice Toeschouwers: 33.742 Scheidsrechter: Ovidiu Haţegan (ROM) |
| 12 juni EK 2016 Groep C № 608 «onderlinge duels» 18:00 uur | Arkadiusz Milik 51' |       |               | Allianz Riviera, Nice Toeschouwers: 33.742 Scheidsrechter: Ovidiu Haţegan (ROM) |

|                                                            |          |                                       |               |                                                                                    |
| 16 juni EK 2016 Groep C № 609 «onderlinge duels» 18:00 uur | Oekraïne | 0 – 2                                 | Noord-Ierland | Stade des Lumières, Lyon Toeschouwers: 51.043 Scheidsrechter: Pavel Královec (CZE) |
| 16 juni EK 2016 Groep C № 609 «onderlinge duels» 18:00 uur |          | 49' Gareth McAuley 90+6' Niall McGinn |               | Stade des Lumières, Lyon Toeschouwers: 51.043 Scheidsrechter: Pavel Královec (CZE) |

|                                                            |               |                 |           |                                                                                    |
| 21 juni EK 2016 Groep C № 610 «onderlinge duels» 18:00 uur | Noord-Ierland | 0 – 1           | Duitsland | Parc des Princes, Parijs Toeschouwers: 44.125 Scheidsrechter: Clément Turpin (FRA) |
| 21 juni EK 2016 Groep C № 610 «onderlinge duels» 18:00 uur |               | 30' Mario Gómez |           | Parc des Princes, Parijs Toeschouwers: 44.125 Scheidsrechter: Clément Turpin (FRA) |

|                                                                   |                           |       |               |                                                                                     |
| 25 juni EK 2016 Achtste finale № 611 «onderlinge duels» 18:00 uur | Wales                     | 1 – 0 | Noord-Ierland | Parc des Princes, Parijs Toeschouwers: 44.342 Scheidsrechter: Martin Atkinson (ENG) |
| 25 juni EK 2016 Achtste finale № 611 «onderlinge duels» 18:00 uur | Gareth McAuley 75' (e.d.) |       |               | Parc des Princes, Parijs Toeschouwers: 44.342 Scheidsrechter: Martin Atkinson (ENG) |

|  |  |  |  |  |  |  |  |  |

|                                                                        |          |       |               |                                                                                          |
| 4 september WK-kwalificatie Groep C № 612 «onderlinge duels» 20:45 uur | Tsjechië | 0 – 0 | Noord-Ierland | Generali Arena, Praag Toeschouwers: 10.731 Scheidsrechter: Anastasios Sidiropoulos (GRE) |
| 4 september WK-kwalificatie Groep C № 612 «onderlinge duels» 20:45 uur |          |       |               | Generali Arena, Praag Toeschouwers: 10.731 Scheidsrechter: Anastasios Sidiropoulos (GRE) |

|                                                                      |                                                                              |       |            |                                                                                |
| 8 oktober WK-kwalificatie Groep C № 613 «onderlinge duels» 20:45 uur | Noord-Ierland                                                                | 4 – 0 | San Marino | Windsor Park, Belfast Toeschouwers: 18.234 Scheidsrechter: Istvan Kovacs (ROM) |
| 8 oktober WK-kwalificatie Groep C № 613 «onderlinge duels» 20:45 uur | Steven Davis 26' (pen.) Kyle Lafferty 79' Jamie Ward 85' Kyle Lafferty 90+4' |       |            | Windsor Park, Belfast Toeschouwers: 18.234 Scheidsrechter: Istvan Kovacs (ROM) |

|                                                                       |                                     |       |               |                                                                                  |
| 11 oktober WK-kwalificatie Groep C № 614 «onderlinge duels» 20:45 uur | Duitsland                           | 2 – 0 | Noord-Ierland | HDI-Arena, Hannover Toeschouwers: 42.135 Scheidsrechter: Paolo Tagliavento (ITA) |
| 11 oktober WK-kwalificatie Groep C № 614 «onderlinge duels» 20:45 uur | Julian Draxler 13' Sami Khedira 17' |       |               | HDI-Arena, Hannover Toeschouwers: 42.135 Scheidsrechter: Paolo Tagliavento (ITA) |

|                                                                        |                                                                            |       |              |                                                                                 |
| 11 november WK-kwalificatie Groep C № 615 «onderlinge duels» 20:45 uur | Noord-Ierland                                                              | 4 – 0 | Azerbeidzjan | Windsor Park, Belfast Toeschouwers: 18.404 Scheidsrechter: Clément Turpin (FRA) |
| 11 november WK-kwalificatie Groep C № 615 «onderlinge duels» 20:45 uur | Kyle Lafferty 27' Gareth McAuley 40' Conor McLaughlin 66' Steven Davis 83' |       |              | Windsor Park, Belfast Toeschouwers: 18.404 Scheidsrechter: Clément Turpin (FRA) |

|                                                                  |               |                                                     |         |                                                                                   |
| 15 november Vriendschappelijk № 616 «onderlinge duels» 20:45 uur | Noord-Ierland | 0 – 3                                               | Kroatië | Windsor Park, Belfast Toeschouwers: 17.000 Scheidsrechter: Mark Clattenburg (ENG) |
| 15 november Vriendschappelijk № 616 «onderlinge duels» 20:45 uur |               | 9' Mario Mandžukić 35' Duje Čop 67' Andrej Kramarić |         | Windsor Park, Belfast Toeschouwers: 17.000 Scheidsrechter: Mark Clattenburg (ENG) |

### 2017
|                                                                     |                                    |       |           |                                                                                |
| 26 maart WK-kwalificatie Groep C № 617 «onderlinge duels» 20:45 uur | Noord-Ierland                      | 2 – 0 | Noorwegen | Windsor Park, Belfast Toeschouwers: 18.161 Scheidsrechter: Hüseyin Göçek (TUR) |
| 26 maart WK-kwalificatie Groep C № 617 «onderlinge duels» 20:45 uur | Jamie Ward 2' Conor Washington 33' |       |           | Windsor Park, Belfast Toeschouwers: 18.161 Scheidsrechter: Hüseyin Göçek (TUR) |

|                                                             |               |       |               |                                                                                  |
| 2 juni Vriendschappelijk № 618 «onderlinge duels» 20:45 uur | Noord-Ierland | 1 – 0 | Nieuw-Zeeland | Windsor Park, Belfast Toeschouwers: 16.815 Scheidsrechter: Laurent Kopriwa (LUX) |
| 2 juni Vriendschappelijk № 618 «onderlinge duels» 20:45 uur | Liam Boyce 6' |       |               | Windsor Park, Belfast Toeschouwers: 16.815 Scheidsrechter: Laurent Kopriwa (LUX) |

|                                                                    |              |                     |               |                                                                                          |
| 10 juni WK-kwalificatie Groep C № 619 «onderlinge duels» 20:00 uur | Azerbeidzjan | 0 – 1               | Noord-Ierland | Tofikh Bakhramovstadion, Bakoe Toeschouwers: 27.978 Scheidsrechter: Xavier Estrada (ESP) |
| 10 juni WK-kwalificatie Groep C № 619 «onderlinge duels» 20:00 uur |              | 90+2' Stuart Dallas |               | Tofikh Bakhramovstadion, Bakoe Toeschouwers: 27.978 Scheidsrechter: Xavier Estrada (ESP) |

|                                                                        |            |                                                            |               |                                                                                   |
| 1 september WK-kwalificatie Groep C № 620 «onderlinge duels» 20:45 uur | San Marino | 0 – 3                                                      | Noord-Ierland | Stadio Olimpico, Serravalle Toeschouwers: 2.544 Scheidsrechter: Enea Jorgji (ALB) |
| 1 september WK-kwalificatie Groep C № 620 «onderlinge duels» 20:45 uur |            | 70' Josh Magennis 75' Josh Magennis 78' (pen.) Steve Davis |               | Stadio Olimpico, Serravalle Toeschouwers: 2.544 Scheidsrechter: Enea Jorgji (ALB) |

|                                                                        |                                 |       |          |                                                                                 |
| 4 september WK-kwalificatie Groep C № 621 «onderlinge duels» 20:45 uur | Noord-Ierland                   | 2 – 0 | Tsjechië | Windsor Park, Belfast Toeschouwers: 18.167 Scheidsrechter: Daniele Orsato (ITA) |
| 4 september WK-kwalificatie Groep C № 621 «onderlinge duels» 20:45 uur | Jonny Evans 28' Chris Brunt 41' |       |          | Windsor Park, Belfast Toeschouwers: 18.167 Scheidsrechter: Daniele Orsato (ITA) |

|                                                                      |                     |       |                                                        |                                                                                 |
| 5 oktober WK-kwalificatie Groep C № 622 «onderlinge duels» 20:45 uur | Noord-Ierland       | 1 – 3 | Duitsland                                              | Windsor Park, Belfast Toeschouwers: 18.104 Scheidsrechter: Danny Makkelie (NED) |
| 5 oktober WK-kwalificatie Groep C № 622 «onderlinge duels» 20:45 uur | Josh Magennis 90+3' |       | 2' Sebastian Rudy 21' Sandro Wagner 86' Joshua Kimmich | Windsor Park, Belfast Toeschouwers: 18.104 Scheidsrechter: Danny Makkelie (NED) |

|                                                                      |                        |       |               |                                                                                |
| 8 oktober WK-kwalificatie Groep C № 623 «onderlinge duels» 20:45 uur | Noorwegen              | 1 – 0 | Noord-Ierland | Ullevaalstadion, Oslo Toeschouwers: 10.244 Scheidsrechter: Sergiej Bojko (UKR) |
| 8 oktober WK-kwalificatie Groep C № 623 «onderlinge duels» 20:45 uur | Chris Brunt 71' (e.d.) |       |               | Ullevaalstadion, Oslo Toeschouwers: 10.244 Scheidsrechter: Sergiej Bojko (UKR) |

|                                                                         |               |                              |             |                                                                                 |
| 9 november WK-kwalificatie Play-offs № 624 «onderlinge duels» 20:45 uur | Noord-Ierland | 0 – 1                        | Zwitserland | Windsor Park, Belfast Toeschouwers: 18.269 Scheidsrechter: Ovidiu Haţegan (ROM) |
| 9 november WK-kwalificatie Play-offs № 624 «onderlinge duels» 20:45 uur |               | 58' (pen.) Ricardo Rodríguez |             | Windsor Park, Belfast Toeschouwers: 18.269 Scheidsrechter: Ovidiu Haţegan (ROM) |

|                                                                          |             |       |               |                                                                              |
| 12 november WK-kwalificatie Play-offs № 625 «onderlinge duels» 18:00 uur | Zwitserland | 0 – 0 | Noord-Ierland | St. Jakob-Park, Bazel Toeschouwers: 38.512 Scheidsrechter: Felix Brych (GER) |
| 12 november WK-kwalificatie Play-offs № 625 «onderlinge duels» 18:00 uur |             |       |               | St. Jakob-Park, Bazel Toeschouwers: 38.512 Scheidsrechter: Felix Brych (GER) |

### 2018
|                                                              |                               |       |                    |                                                                                |
| 3 maart Vriendschappelijk № 626 «onderlinge duels» 16:00 uur | Noord-Ierland                 | 2 – 1 | Zuid-Korea         | Windsor Park, Belfast Toeschouwers: 18.103 Scheidsrechter: Robert Madden (SCO) |
| 3 maart Vriendschappelijk № 626 «onderlinge duels» 16:00 uur | Jamie Ward 20' Paul Smyth 86' |       | 7' Kwon Chang-hoon | Windsor Park, Belfast Toeschouwers: 18.103 Scheidsrechter: Robert Madden (SCO) |

|                                                             |        |       |               |                                                                                                 |
| 29 mei Vriendschappelijk № 627 «onderlinge duels» 20:00 uur | Panama | 0 – 0 | Noord-Ierland | Estadio Rommel Fernández, Panama-Stad Toeschouwers: 26.000 Scheidsrechter: Henry Bejarano (CRC) |
| 29 mei Vriendschappelijk № 627 «onderlinge duels» 20:00 uur |        |       |               | Estadio Rommel Fernández, Panama-Stad Toeschouwers: 26.000 Scheidsrechter: Henry Bejarano (CRC) |

|                                                             |                                                         |       |               |                                                                                         |
| 3 juni Vriendschappelijk № 628 «onderlinge duels» 20:00 uur | Costa Rica                                              | 3 – 0 | Noord-Ierland | Estadio Nacional, San José Toeschouwers: 35.100 Scheidsrechter: Fernando Guerrero (MEX) |
| 3 juni Vriendschappelijk № 628 «onderlinge duels» 20:00 uur | Johan Venegas 30' Joel Campbell 46' Francisco Calvo 66' |       |               | Estadio Nacional, San José Toeschouwers: 35.100 Scheidsrechter: Fernando Guerrero (MEX) |

|                                                                             |                  |       |                                    |                                                                                 |
| 8 september UEFA Nations League Groep B3 № 629 «onderlinge duels» 15:00 uur | Noord-Ierland    | 1 – 2 | Bosnië en Herzegovina              | Windsor Park, Belfast Toeschouwers: 16.942 Scheidsrechter: Pavel Královec (CZE) |
| 8 september UEFA Nations League Groep B3 № 629 «onderlinge duels» 15:00 uur | Will Grigg 90+3' |       | 36' Haris Duljević 64' Elvis Sarić | Windsor Park, Belfast Toeschouwers: 16.942 Scheidsrechter: Pavel Královec (CZE) |

|                                                                   |                                                   |       |        |                                                                              |
| 11 september Vriendschappelijk № 630 «onderlinge duels» 20:45 uur | Noord-Ierland                                     | 3 – 0 | Israël | Windsor Park, Belfast Toeschouwers: 12.913 Scheidsrechter: Bas Nijhuis (NED) |
| 11 september Vriendschappelijk № 630 «onderlinge duels» 20:45 uur | Steve Davis 13' Stuart Dallas 41' Gavin Whyte 67' |       |        | Windsor Park, Belfast Toeschouwers: 12.913 Scheidsrechter: Bas Nijhuis (NED) |

|                                                                            |                      |       |               |                                                                                      |
| 12 oktober UEFA Nations League Groep B3 № 631 «onderlinge duels» 20:45 uur | Oostenrijk           | 1 – 0 | Noord-Ierland | Ernst Happelstadion, Wenen Toeschouwers: 22.300 Scheidsrechter: Georgi Kabakov (BUL) |
| 12 oktober UEFA Nations League Groep B3 № 631 «onderlinge duels» 20:45 uur | Marko Arnautović 71' |       |               | Ernst Happelstadion, Wenen Toeschouwers: 22.300 Scheidsrechter: Georgi Kabakov (BUL) |

|                                                                            |                               |       |               |                                                                                          |
| 15 oktober UEFA Nations League Groep B3 № 632 «onderlinge duels» 20:45 uur | Bosnië en Herzegovina         | 2 – 0 | Noord-Ierland | Stadion Grbavica, Sarajevo Toeschouwers: 11.050 Scheidsrechter: Mattias Gestranius (FIN) |
| 15 oktober UEFA Nations League Groep B3 № 632 «onderlinge duels» 20:45 uur | Edin Džeko 27' Edin Džeko 73' |       |               | Stadion Grbavica, Sarajevo Toeschouwers: 11.050 Scheidsrechter: Mattias Gestranius (FIN) |

|                                                                  |         |       |               |                                                                               |
| 15 november Vriendschappelijk № 633 «onderlinge duels» 20:45 uur | Ierland | 0 – 0 | Noord-Ierland | Avivastadion, Dublin Toeschouwers: 31.241 Scheidsrechter: Slavko Vinčić (SLO) |
| 15 november Vriendschappelijk № 633 «onderlinge duels» 20:45 uur |         |       |               | Avivastadion, Dublin Toeschouwers: 31.241 Scheidsrechter: Slavko Vinčić (SLO) |

|                                                                             |                 |       |                                         |                                                                                  |
| 18 november UEFA Nations League Groep B3 № 634 «onderlinge duels» 18:00 uur | Noord-Ierland   | 1 – 2 | Oostenrijk                              | Windsor Park, Belfast Toeschouwers: 17.895 Scheidsrechter: Jonathan Lardot (BEL) |
| 18 november UEFA Nations League Groep B3 № 634 «onderlinge duels» 18:00 uur | Corry Evans 57' |       | 49' Xaver Schlager 90' Valentino Lazaro | Windsor Park, Belfast Toeschouwers: 17.895 Scheidsrechter: Jonathan Lardot (BEL) |

### 2019
|                                                                     |                                          |       |         |                                                                             |
| 21 maart EK-kwalificatie Groep C № 635 «onderlinge duels» 20:45 uur | Noord-Ierland                            | 2 – 0 | Estland | Windsor Park, Belfast Toeschouwers: 18.176 Scheidsrechter: Ivan Bebek (CRO) |
| 21 maart EK-kwalificatie Groep C № 635 «onderlinge duels» 20:45 uur | Niall McGinn 56' Steven Davis 75' (pen.) |       |         | Windsor Park, Belfast Toeschouwers: 18.176 Scheidsrechter: Ivan Bebek (CRO) |

|                                                                     |                                   |       |                     |                                                                                   |
| 24 maart EK-kwalificatie Groep C № 636 «onderlinge duels» 20:45 uur | Noord-Ierland                     | 2 – 1 | Wit-Rusland         | Windsor Park, Belfast Toeschouwers: 18.188 Scheidsrechter: Paweł Raczkowski (POL) |
| 24 maart EK-kwalificatie Groep C № 636 «onderlinge duels» 20:45 uur | Jonny Evans 30' Josh Magennis 87' |       | 33' Igor Stasevitsj | Windsor Park, Belfast Toeschouwers: 18.188 Scheidsrechter: Paweł Raczkowski (POL) |

|                                                                   |                          |       |                                        |                                                                                    |
| 8 juni EK-kwalificatie Groep C № 637 «onderlinge duels» 18:00 uur | Estland                  | 1 – 2 | Noord-Ierland                          | A. Le Coq Arena, Tallinn Toeschouwers: 8.378 Scheidsrechter: Fábio Veríssimo (POR) |
| 8 juni EK-kwalificatie Groep C № 637 «onderlinge duels» 18:00 uur | Konstantin Vassiljev 25' |       | 77' Conor Washington 80' Josh Magennis | A. Le Coq Arena, Tallinn Toeschouwers: 8.378 Scheidsrechter: Fábio Veríssimo (POR) |

|                                                                    |             |                    |               |                                                                                 |
| 11 juni EK-kwalificatie Groep C № 638 «onderlinge duels» 20:45 uur | Wit-Rusland | 0 – 1              | Noord-Ierland | Borisov Arena, Borisov Toeschouwers: 5.250 Scheidsrechter: Harald Lechner (AUT) |
| 11 juni EK-kwalificatie Groep C № 638 «onderlinge duels» 20:45 uur |             | 86' Patrick McNair |               | Borisov Arena, Borisov Toeschouwers: 5.250 Scheidsrechter: Harald Lechner (AUT) |

|                                                                  |                         |       |           |                                                                                     |
| 5 september Vriendschappelijk № 639 «onderlinge duels» 20:45 uur | Noord-Ierland           | 1 – 0 | Luxemburg | Windsor Park, Belfast Toeschouwers: 14.108 Scheidsrechter: Bryn Markham-Jones (WAL) |
| 5 september Vriendschappelijk № 639 «onderlinge duels» 20:45 uur | Kevin Malget 37' (e.d.) |       |           | Windsor Park, Belfast Toeschouwers: 14.108 Scheidsrechter: Bryn Markham-Jones (WAL) |

|                                                                        |               |                                           |           |                                                                                 |
| 9 september EK-kwalificatie Groep C № 640 «onderlinge duels» 20:45 uur | Noord-Ierland | 0 – 2                                     | Duitsland | Windsor Park, Belfast Toeschouwers: 18.326 Scheidsrechter: Daniele Orsato (ITA) |
| 9 september EK-kwalificatie Groep C № 640 «onderlinge duels» 20:45 uur |               | 48' Marcel Halstenberg 90+3' Serge Gnabry |           | Windsor Park, Belfast Toeschouwers: 18.326 Scheidsrechter: Daniele Orsato (ITA) |

|                                                                       |                                                          |       |                   |                                                                              |
| 10 oktober EK-kwalificatie Groep C № 641 «onderlinge duels» 20:45 uur | Nederland                                                | 3 – 1 | Noord-Ierland     | De Kuip, Rotterdam Toeschouwers: 41.348 Scheidsrechter: Benoît Bastien (FRA) |
| 10 oktober EK-kwalificatie Groep C № 641 «onderlinge duels» 20:45 uur | Memphis Depay 80' Luuk de Jong 90+1' Memphis Depay 90+4' |       | 75' Josh Magennis | De Kuip, Rotterdam Toeschouwers: 41.348 Scheidsrechter: Benoît Bastien (FRA) |

|                                                                 |                                   |       |                                                      |                                                                               |
| 14 oktober Vriendschappelijk № 642 «onderlinge duels» 18:00 uur | Tsjechië                          | 2 – 3 | Noord-Ierland                                        | Generali Arena, Praag Toeschouwers: 9.139 Scheidsrechter: Ivan Kružliak (SVK) |
| 14 oktober Vriendschappelijk № 642 «onderlinge duels» 18:00 uur | Vladimír Darida 67' Alex Král 68' |       | 9' Patrick McNair 23' Jonny Evans 40' Patrick McNair | Generali Arena, Praag Toeschouwers: 9.139 Scheidsrechter: Ivan Kružliak (SVK) |

|                                                                        |               |       |           |                                                                                   |
| 16 november EK-kwalificatie Groep C № 643 «onderlinge duels» 20:45 uur | Noord-Ierland | 0 – 0 | Nederland | Windsor Park, Belfast Toeschouwers: 18.404 Scheidsrechter: Szymon Marciniak (POL) |
| 16 november EK-kwalificatie Groep C № 643 «onderlinge duels» 20:45 uur |               |       |           | Windsor Park, Belfast Toeschouwers: 18.404 Scheidsrechter: Szymon Marciniak (POL) |

|                                                                        | |       |                  | |
| 19 november EK-kwalificatie Groep C № 644 «onderlinge duels» 20:45 uur | Duitsland                                                                                                  | 6 – 1 | Noord-Ierland    | Commerzbank-Arena, Frankfurt am Main Toeschouwers: 42.855 Scheidsrechter: Carlos del Cerro Grande (ESP) |
| 19 november EK-kwalificatie Groep C № 644 «onderlinge duels» 20:45 uur | Serge Gnabry 19' Leon Goretzka 43' Serge Gnabry 47' Serge Gnabry 60' Leon Goretzka 73' Julian Brandt 90+1' |       | 7' Michael Smith | Commerzbank-Arena, Frankfurt am Main Toeschouwers: 42.855 Scheidsrechter: Carlos del Cerro Grande (ESP) |

IFA · A-internationals · Selecties · Bondscoaches · Noord-Iers vrouwenelftal · Brits olympisch elftal · N-Ierland U21 · N-Ierland U20 · N-Ierland U19 · N-Ierland U18 · N-Ierland U17 · N-Ierland U16
1882 – 1899 ·
1900 – 1919 ·
1920 – 1929 ·
1930 – 1939 ·
1940 – 1949 ·
1950 – 1959 ·
1960 – 1969 ·
1970 – 1979 ·
1980 – 1989 ·
1990 – 1999 ·
2000 – 2009 ·
2010 – 2019 ·
2020 – 2029
EK 2016
WK 1958 · 
WK 1982 · 
WK 1986
1921 · 
1922 · 
1923 · 
1924 · 
1925 · 
1926 · 
1927 · 
1928 · 
1929 · 
1930 · 
1931 · 
1932 · 
1933 · 
1934 · 
1935 · 
1936 · 
1937 · 
1938 · 
1939 · 
1940 · 1941 · 1942 · 1943 · 1944 · 1945 · 
1946 · 
1947 · 
1948 · 
1949 · 
1950 · 
1952 · 
1952 · 
1953 · 
1954 · 
1955 · 
1956 · 
1957 · 
1958 · 
1959 · 
1960 · 
1961 · 
1962 · 
1963 · 
1964 · 
1965 · 
1966 · 
1967 · 
1968 · 
1969 · 
1970 · 
1971 · 
1972 · 
1973 · 
1974 · 
1975 · 
1976 · 
1977 · 
1978 · 
1979 · 
1980 · 
1981 · 
1982 · 
1983 · 
1984 · 
1985 · 
1986 · 
1987 · 
1988 · 
1989 · 
1990 ·
1991 · 
1992 · 
1993 · 
1994 · 
1995 · 
1996 · 
1997 · 
1998 · 
1999 · 
2000 · 
2001 · 
2002 · 
2003 · 
2004 · 
2005 · 
2006 · 
2007 · 
2008 · 
2009 · 
2010 · 
2011 · 
2012 · 
2013 · 
2014 · 
2015 · 
2016 · 
2017 · 
2018 · 
2019 · 
2020 · 
2021 ·
2022 ·
2023 ·
2024
Albanië ·
Algerije ·
Andorra ·
Argentinië ·
Armenië ·
Australië ·
Azerbeidzjan ·
Barbados ·
België ·
Bosnië en Herzegovina ·
Brazilië ·
Bulgarije ·
Canada ·
Chili ·
Colombia ·
Costa Rica ·
Cyprus ·
Denemarken ·
Duitsland ·
Engeland ·
Estland ·
Faeröer ·
Finland ·
Frankrijk ·
Georgië · 
Griekenland ·
Honduras ·
Hongarije ·
Ierland ·
IJsland ·
Israël ·
Italië ·
Joegoslavië ·
Kazachstan ·
Kosovo ·
Kroatië ·
Letland ·
Liechtenstein ·
Litouwen ·
Luxemburg · 
Malta ·
Marokko ·
Mexico ·
Moldavië ·
Montenegro ·
Nederland ·
Nieuw-Zeeland ·
Noorwegen ·
Oekraïne ·
Oostenrijk ·
Panama ·
Polen ·
Portugal ·
Qatar ·
Roemenië ·
Rusland ·
Saint Kitts en Nevis ·
San Marino ·
Schotland ·
Servië ·
Servië en Montenegro ·
Slovenië ·
Slowakije ·
Sovjet-Unie ·
Spanje ·
Thailand ·
Trinidad en Tobago ·
Tsjechië ·
Tsjecho-Slowakije ·
Turkije ·
Uruguay ·
Verenigde Staten ·
Wales ·
Wit-Rusland · 
Zuid-Korea ·
Zweden ·
Zwitserland
Frankrijk (1982) · Oekraïne (2016) · Oostenrijk (1982) · Polen (2016)
AFC-zone: Afghanistan · Australië · Bahrein · Bangladesh · Bhutan · Brunei · Cambodja · China · Chinees Taipei · Filipijnen · Guam · Hongkong · India · Indonesië · Iran · Irak · Japan · Jemen · Jordanië · Koeweit · Kirgizië · Laos · Libanon · Macau · Maleisië · Maldiven · Mongolië · Myanmar · Nepal · Noord-Korea · Oezbekistan · Oman · Oost-Timor · Pakistan · Palestina · Qatar · Saoedi-Arabië · Singapore · Sri Lanka · Syrië · Tadjikistan · Thailand · Turkmenistan · Verenigde Arabische Emiraten · Vietnam · Zuid-Korea

CAF-zone: Algerije · Angola · Benin · Botswana · Burkina Faso · Burundi · Centraal-Afrikaanse Republiek · Comoren · Congo-Brazzaville · Congo-Kinshasa · Djibouti · Egypte · Equatoriaal-Guinea · Eritrea · Ethiopië · Gabon · Gambia · Ghana · Guinee · Guinee-Bissau · Ivoorkust · Kaapverdië · Kameroen · Kenia · Lesotho · Liberia · Libië · Madagaskar · Malawi · Mali · Mauritanië · Mauritius · Marokko · Mozambique · Namibië · Niger · Nigeria · Oeganda · Rwanda · Sao Tomé en Principe · Senegal · Seychellen · Sierra Leone · Soedan · Somalië · Swaziland · Tanzania · Togo · Tsjaad · Tunesië · Zambia · Zimbabwe · Zuid-Afrika · Zuid-Soedan 

CONCACAF-zone: Amerikaanse Maagdeneilanden · Anguilla · Antigua en Barbuda · Aruba · Bahama's · Barbados · Belize · Bermuda · Britse Maagdeneilanden · Canada · Kaaimaneilanden · Costa Rica · Cuba · Curaçao · Dominica · Dominicaanse Republiek · El Salvador · Frans Guyana · Grenada · Guadeloupe · Guatemala · Guyana · Haïti · Honduras · Jamaica · Martinique · Mexico · Montserrat · 
Nicaragua · Panama · Puerto Rico · Saint Kitts en Nevis · Saint Lucia · Saint Vincent en de Grenadines · Sint Maarten · Suriname · Trinidad en Tobago · Turks- en Caicoseilanden · Verenigde Staten

CONMEBOL-zone: Argentinië · Bolivia · Brazilië · Chili · Colombia · Ecuador · Paraguay · Peru · Uruguay · Venezuela

OFC-zone: Amerikaans-Samoa · Cookeilanden · Fiji · Nieuw-Caledonië · Nieuw-Zeeland · Papoea-Nieuw-Guinea · Samoa · Salomoneilanden · Tahiti · Tonga · Vanuatu

UEFA-zone: Albanië · Andorra · Armenië · Azerbeidzjan · België · Bosnië en Herzegovina · Bulgarije · Cyprus · Denemarken · Duitsland · Engeland · Estland · Faeröer · Finland · Frankrijk · Georgië · Gibraltar · Griekenland · Hongarije · IJsland · Ierland · Israël · Italië · Kazachstan · Kosovo · Kroatië · Letland · Liechtenstein · Litouwen · Luxemburg · Macedonië · Malta · Moldavië · Montenegro · Nederland · Noord-Ierland · Noorwegen · Oekraïne · Oostenrijk · Polen · Portugal · Roemenië · Rusland · San Marino · Schotland · Servië · Slovenië · Slowakije · Spanje · Tsjechië · Turkije · Wales · Wit-Rusland · Zweden · Zwitserland